# Un giglio infranto
Un giglio infranto è un film del 1955 diretto da Giorgio Walter Chili.
È tratto dal dramma teatrale I congiurati di Belfiore, a sua volta ispirato dai documenti storici del tribunale austriaco del Regno Lombardo-Veneto.

## Trama
Mantova, 1853. Amelia, un'attrice drammatica, orfana di uno dei Martiri di Belfiore, viene a sapere che Zimmer, un consigliere austriaco suo ammiratore, ha fatto uccidere suo padre dopo aver promesso di salvarlo in cambio di una notte d'amore. Entrata a far parte della Giovine Italia con l'aiuto del conte Andrea e della contessa Eleonora sua moglie, ritrova ancora Zimmer. Costui le affida degli incarichi sempre più importanti, non sapendo della sua brama di vendicare il padre. Nel frattempo Andrea viene arrestato per cospirazione, ma Amelia riesce a liberarlo e a farlo rifugiare in Piemonte sotto la protezione del conte di Cavour. Conosciuto il giovane Ferdinando, Amelia se ne innamora e parte con lui per Venezia a continuare le recite. Poco dopo il Regno di Sardegna  e la Francia dichiarano guerra all'Austria nella seconda guerra d'indipendenza mentre Milano viene liberata dal dominio austriaco grazie alle truppe comandate dal conte. Costui ha però una brutta sorpresa: scopre infatti il presunto amante della moglie, Stefano, respinto da lei numerose volte, il quale in preda alla furiosa passione spara sulla contessa. La mira è però sbagliata e il colpo raggiunge l'ex attrice, che muore serenamente mentre Zimmer viene ucciso dai milanesi in rivolta.

## Produzione
Il film è ascrivibile al filone dei melodrammi sentimentali, comunemente detto strappalacrime, allora in voga tra il pubblico italiano (in seguito ribattezzato dalla critica con il termine neorealismo d'appendice).
È stato girato negli studi della Fert di Torino e Incir De Paolis di Roma.
Venne iscritto al Pubblico registro cinematografico con il n. 1.610. Presentato alla Commissione di Revisione Cinematografica il 21 maggio 1955, ottenne il visto di censura n. 19.120 del 23 maggio 1955, con una lunghezza della pellicola di 3.081 metri.
Talvolta indicata come Giglio infranto, la dicitura esatta della pellicola (come si evince dai titoli di testa) è Un giglio infranto.

## Accoglienza
Il film incassò 150.200.000 lire dell'epoca.